# RE Virton
A Royal Excelsior Virton (röviden csak RE Virton) egy belga labdarúgócsapat Virton városában. A klub a belga harmadosztályban szerepel. Hazai mérkőzéseit a 4500 fős Stade Yvan Georges-ban játssza.

## Története
A csapatot 1922-ben alapították. 2023. június 29-én a csapatot megvásárolta, N'Golo Kanté francia válogatott labdarúgó.

## Játékoskeret
| #  |     | Poszt | Név                                           |
| -- | --- | ----- | --------------------------------------------- |
| 1  | ARG | K     | Geronimo De Ridder                            |
| 2  | BEL | V     | Jonas Vinck                                   |
| 3  | FRA | V     | Pierre Bourdin                                |
| 4  | BEL | V     | Elias Spago (kölcsönben a Seraing csapatától) |
| 5  | BEL | V     | Kino Delorge                                  |
| 6  | BEL | KP    | Kéres Masangu                                 |
| 8  | CIV | V     | Marc-Olivier Doué                             |
| 9  | CGO | CS    | Yann Mabella                                  |
| 10 | COD | CS    | Hervé Kage                                    |
| 11 | BEL | V     | Thibaut Lesquoy                               |
| 12 | FRA | K     | Thomas Vincensini                             |
| 15 | BEL | KP    | Maxime Guillaume                              |
| 17 | FRA | KP    | Karim Ilunga                                  |
| 18 | BEL | KP    | Simon Paulet (kölcsönben a Westerlo csapatól) |
| 19 | BEL | CS    | Ilombe Mboyo                                  |

| #  |     | Poszt | Név                                                    |
| -- | --- | ----- | ------------------------------------------------------ |
| 20 | FRA | KP    | Samed Kilic                                            |
| 21 | FRA | KP    | Vincent Koziello (kölcsönben a Oostende csapatától)    |
| 22 | MRT | CS    | Souleymane Anne                                        |
| 23 | BEL | V     | Matias Lloci                                           |
| 24 | FRA | KP    | Michel Espinosa                                        |
| 25 | BEN | CS    | Yannick Aguemon                                        |
| 26 | FRA | V     | Emeric Dudouit                                         |
| 28 | FRA | V     | Ruben Droehnlé                                         |
| 29 | TUN | V     | Rayanne Khemais                                        |
| 30 | TUN | KP    | Mohamed Gouaida                                        |
| 32 | BEL | V     | Arne Cassaert (kölcsönben a Cercle Brugge csapatától)  |
| 40 | BEL | CS    | Alessandro Albanese (kölcsönben a Oostende csapatától) |
| 44 | FRA | V     | William Rémy                                           |
| 45 | BEL | K     | Anthony Sadin                                          |
| 48 | BEL | KP    | Mohamed Loua                                           |
|    | MLI | KP    | Yacouba Sylla                                          |

## Híres játékosok
- Renaud Emond
- Thomas Meunier
- Timothy Castagne
- Daniel Gbaguidi
- Hamed Diallo
- Maël Lépicier
- Hervé Kage
- Thomas Phibel
- Guy Blaise
- Aurélien Joachim